# پی‌ال‌زد-۱۰۶
پی‌ زد ال-۱۰۶ (به انگلیسی: PZL-106_Kruk) یک هواگرد ملخ‌پیشین تک‌موتوره از نوع سم پاش ساخت شرکت WSK PZL Warszawa-Okęcie است. هواگرد پی‌ زد ال-۱۰۶ نخستین پروازش را در ۱۷ آوریل ۱۹۷۳ میلادی انجام داد. در مجموع، تعداد ۲۷۵+ فروند از این هواگرد ساخته شده‌است.